# Hal Erickson
Hal Erickson (* 12. Januar 1950 in Cincinnati, Ohio als Harold Erickson) ist ein US-amerikanischer Autor, Journalist, Filmkritiker und Medienhistoriker bei der Tageszeitung The New York Times. Er ist der Autor mehrerer Werke über Film, Fernsehen und Baseball in den USA.

## Leben und Werk
Harold Erickson wurde 1950 in Cincinnati, im Bundesstaat Ohio geboren und absolvierte an der University of Wisconsin–Milwaukee in der Abteilung Theater seinem Abschluss in Schauspiel/Regie. Darüber hinaus erwarb er einen Master-Abschluss in Theater Geschichte an der University of North Carolina at Chapel Hill.
Nach mehreren Jahren der Tätigkeit als Dozent, Autor und Schauspieler, unter anderem in regionalen Theatern und Theatern für Kinder, begann er 1984 mit dem Schreiben von Artikeln. Seit dieser Zeit arbeitete Erickson überwiegend als Medienhistoriker. Von 1994 bis 2009 war er leitender Redakteur bei der All Movie Guide Website.
Erickson hat mehrere Medien-Bücher über die Geschichte von Film und Fernsehen für den US-amerikanischen Verlag McFarland geschrieben, sowie zahlreiche Presseartikel für die Encyclopædia Britannica verfasst. Darüber hinaus arbeitete er als Filmkritiker und Biograph bei der New York Times.
Hal Erickson lebt heute in Milwaukee, Wisconsin.

## Bücher
- 1989: Syndicated Television: the First Forty Years, 1947–1987. Jefferson, N.C. : McFarland, 1989, ISBN 0-89950-410-8
- 1992: Baseball in the Movies: a Comprehensive Reference, 1915–1991. Jefferson, N.C. : McFarland, 1992, ISBN 0-89950-657-7
- 1992: Religious Radio and Television in the United States, 1921–1991: the Programs and Personalities. Jefferson, N.C. : McFarland, 1992, ISBN 0-89950-658-5
- 2002: The Baseball Filmography, 1915 through 2001. Jefferson, N.C. : McFarland, 2002, ISBN  0-7864-1272-0
- 2005: Television Cartoon Shows: an Illustrated Encyclopedia, 1949 through 2003. (2 vols.), Jefferson, N.C. : McFarland & Co., 2005, ISBN 0-7864-2099-5
- 2007: Sid and Marty Krofft: A Critical Study of Saturday Morning Children’s Television, 1969–1993. Jefferson, NC : McFarland, 2007, ISBN 0-7864-3093-1
- 2009: From Beautiful Downtown Burbank: a Critical History of Rowan & Martin's Laugh-In, 1968–1973. Jefferson, N.C. : McFarland & Co., 2009, ISBN 0-7864-4049-X
- 2009: Encyclopedia of Television Law Shows: Factual and Fictional Series About Judges, Lawyers and the Courtroom, 1948–2008. Jefferson, N.C. : McFarland, 2009, ISBN 0-7864-3828-2
- 2012: Military Comedy Films: a Critical Survey and Filmography of Hollywood Releases since 1918. Jefferson, North Carolina|Jefferson, N.C. : McFarland & Co., Publishers, 2012, ISBN 978-0-7864-6290-2
- 2017: Any Resemblance to Actual Persons: the Real People Behind 400+ Fictional Movie Characters. McFarland & Co., 2017, ISBN 9781476629308